# Епархия Отёна

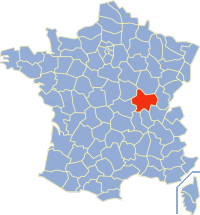
Карта епархии Отена

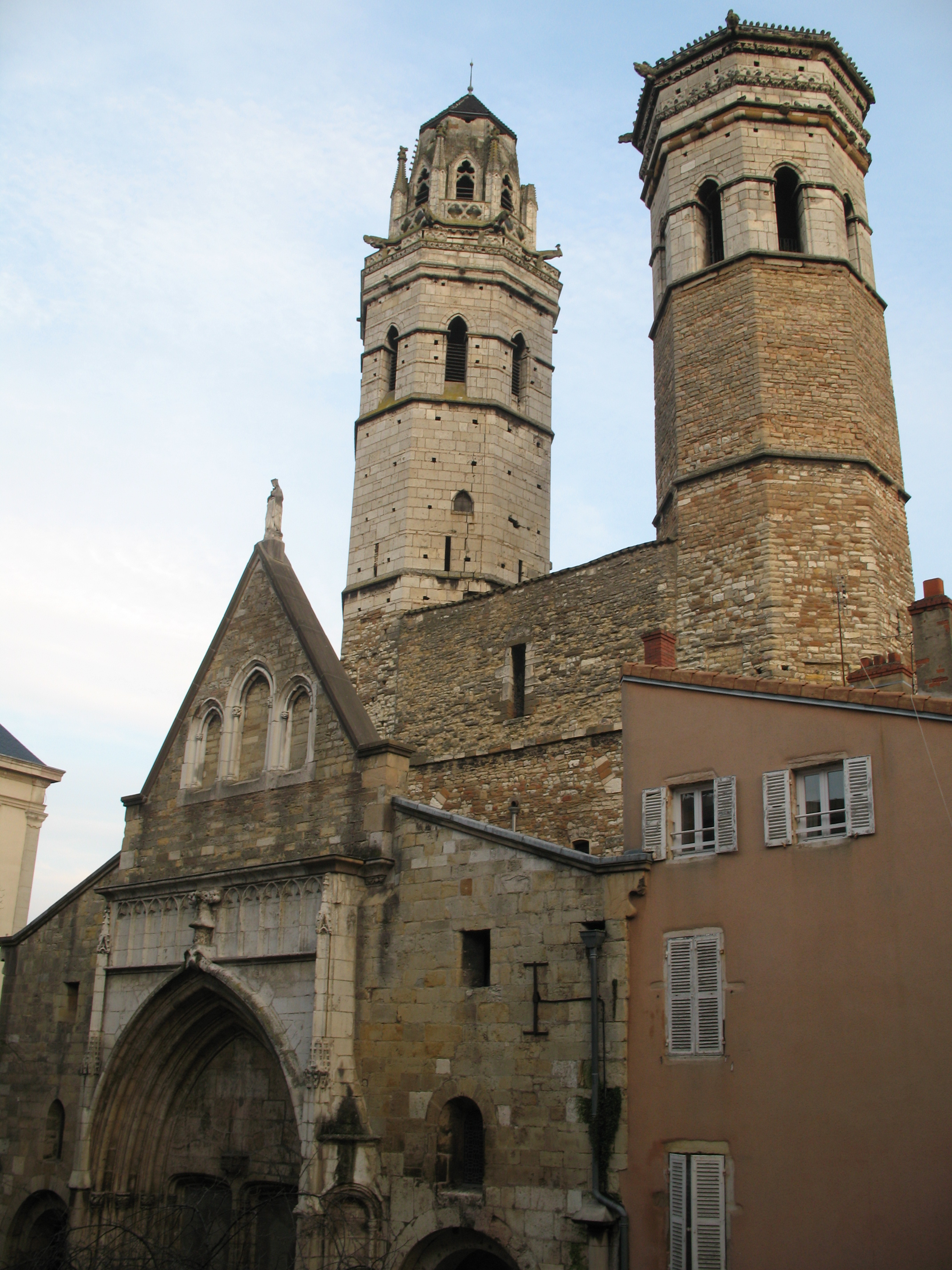
Собор святого Викентия, Макон, Франция

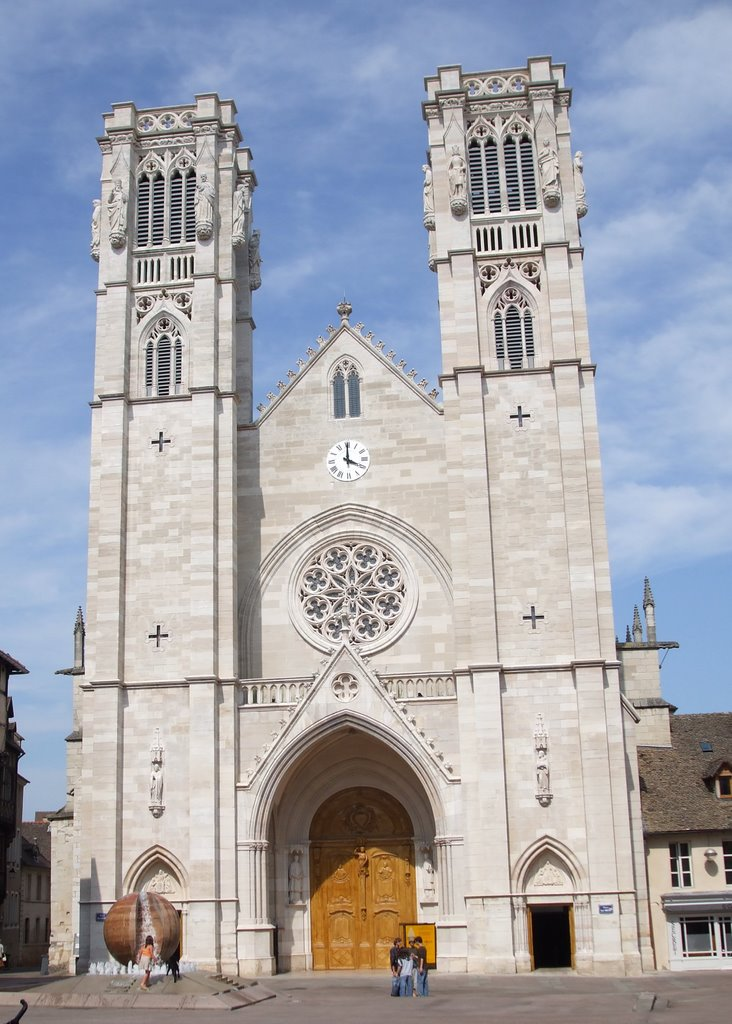
Собор святого Викентия, Шалон-сюр-Сон, Франция

Епархия Отёна (лат. Dioecesis Augustodunensis) — епархия Римско-Католической церкви с центром в городе Отён, Франция. Епархия Отёна входит в митрополию Дижона. Епархия Отёна распространяет свою юрисдикцию на департамент Сона и Луара. Кафедральным собором епархии Отёна является церковь святого Лазаря в Отёне. В епархии находятся ещё два собора: в городе Макон находится сокафедральный собор святого Викентия и в городе Шалон-сюр-Сон — сокафедральный собор святого Викентия.

## История
Епархия Отёна была образована в III веке. Первоначально она входила в митрополию Лиона. В 599 года Римский папа Григорий I даровал епископам Отёна паллий, который епископы Отёна использовали до середины XX века.
В XVII веке в епархии в городе Паре-ле-Моньяль по инициативе святой Маргариты Алакок возник культ Святейшего Сердца Иисуса Христа. В настоящее время базилика в Паре-ле-Моньяль является центром католического паломничества.
29 ноября 1801 года после конкордата с Францией Римский папа Пий VII издал буллу Qui Christi Domini, которой присоединил к епархии Отёна территории упразднённых епархий Шалон-сюр-Сона, Вифлеема, Макона и Невера. 6 октября 1822 года епархия Отёна передала часть своей территории восстановленной епархии Невера.
19 июля 1853 года епископы Отёна получили титул епископов городов Шалон-сюр-Сона и Макона.
15 декабря 1952 года Конгрегация по делам епископов издала декрет Cluniacense coenobium, которым придал епископам Отёна титул аббата монастыря Клюни.
8 декабря 2002 года епархия Отёна вошла в митрополию Дижона.

## Ординарии епархии
| - епископ святой Аматор (270); - епископ святой Мартин (273); - епископ святой Ретиций (310/313 — 334); - епископ святой Кассиан (335—355); - епископ святой Эгемоний (374); - епископ святой Симплиций (24.06.364 — 418/420); - епископ святой Эванций (389—393); - епископ святой Леонтий; - епископ святой Евфроний (450—490); - епископ Флавихон (495—500); - епископ святой Прагмаций (517); - епископ святой Прокл I; - епископ Валеол; - епископ Прокл II; - епископ Агриппин (533—538); - епископ святой Нектарий (540 — 13.09.549); - епископ Эупард; - епископ Ремигий (? — 560); - епископ святой Сиагрий (560—600); - епископ Лефаст (600); - епископ Флавиан (600—614); - епископ Рох (614); - епископ Ауспиций (625—630); - епископ Бабон (626); - епископ Ферреол (636—650); - епископ святой Рахоний (650—659) - епископ святой Леодегарий (659 — 2.10.678); - епископ Эрменарий (678—690); - епископ Ансеберт (692); - епископ Васкон (732); - епископ Аматор II; - епископ Модеран (744); - епископ Гайрон (? — 755); - епископ Иддон (765); - епископ Рено I; - епископ Мартин II; - епископ Альдерик; - епископ Модоин (815—840); - епископ Бернон (840—842); - епископ Алтей (843); - епископ Иона (850—866); - епископ Линдон (866—874); - епископ Адальгарий (875—893); - епископ Валлон де Вержи (895—919); - епископ Эрве де Вержи (920—929); - епископ Ротмонд (935—968); - епископ Герард (970 — 15.04.976); - епископ Готье I (977 — 8/9.05.1024); - епископ Хельмуин (1025—1055); - епископ Аганон (1055 — 25.06.1098); - епископ Норго де Туси (1098 — 14.05.1112); - епископ Этьен I де Боже (1112—1139); - епископ Роберт Бургундский (1140 — 18.07.1140); - епископ Гумберт де Боже (1140—1148) — назначен архиепископом Лиона; - епископ Генрих Бургундский (1148—1170/1171); - епископ Этьен II (1171—1189); - епископ Готье II (1189 — 14.05.1223); - епископ Ги I де Вержи (1224 — 29.10.1245); - епископ Анселен де Помар (1245 — 1.04.1253); - епископ Жирар де Ла Рош де Бовуар (1253 — 2.12.1276); - епископ Жак I де Бовуар (16.05.1283 — 1.10.1286); - епископ Гуго д’Арси (13.06.1288 — 29.09.1298); - епископ Бартелеми (6.04.1299 — июль 1308); | - епископ Эли Гидони (13.08.1308 — 1322); - епископ Пьер I Бертран (19.05.1322 — 9.12.1331); - епископ Жан I д’Арси (21.12.1331 — 25.09.1342) — назначен епископом Лангра; - епископ Гильом I д’Оксонн (25.09.1342 — 30.03.1344); - епископ Ги II де Ла Шом(27.10.1344 — 18.01.1356) — назначен архиепископом Лиона; - епископ Гильом II де Тюре (18.01.1356 — 25.08.1358) — назначен архиепископом Лиона; - епископ Рено II де Мобернар (25.08.1358 — 21.07.1361); - епископ Жоффруа Давид (27.08.1361 — январь 1377); - епископ Пьер II Раймон де Баррьер (22.04.1377 — 1379); - епископ Гильом III Вьенский (11.02.1379 — 26.08.1387) — назначен епископом Бове; - епископ Николя I де Кулон (26.08.1387 — 20.12.1400); - епископ Милон де Грансе (14.02.1401 — 27.09.1414); - епископ Фредерик де Грансе (17.03.1419 — 2.08.1436); - епископ Жан V Ролен (20.08.1436 — 22.06.1483); - епископ Филибер Югоне (10.07.1484 — 11.09.1484); - епископ Жан ла Балю (13.10.1484 — 1490); - епископ Антуан I де Шалон (17.04.1490 — 1500); - епископ Оливье Вьенский (1500); - епископ Жан VI Ролен (13.11.1500 — 4.04.1501); - епископ Луи I д’Амбуаз (9.08.1501 — 1.07.1503) — назначен архиепископом Альби; - епископ Филипп Клевский (9.08.1503 — 5.03.1505); - епископ Жак II Юро де Шеверни (31.03.1505 — 26.06.1546); - епископ Ипполито II д’Эсте (14.06.1548 — 27.06.1550) — апостольский администратор; - епископ Филибер Дюньи де Куржанжу (30.01.1551 — 30.09.1557); - епископ Пьер III де Марсийи (23.03.1558 — 16.08.1572); - епископ Шарль I д’Айбуст (2.03.1573 — 29.04.1585); - епископ Шарль де Марсель (31.01.1586 — ?); - епископ Пьер IV Сонье (4.07.1588 — 24.12.1612); - Sede vacante (1612—1621); - епископ Клод де ла Магделен (18.05.1620 — 21.04.1652); - епископ Луи II Дони д’Аттиши (23.09.1652 — 30.06.1664); - епископ Габриель де Рокет (11.10.1666 — 22.07.1702); - епископ Бернар де Сено (12.11.1703 — 30.04.1709); - епископ Шарль II Андро де Молеврье-Ланжерон (18.05.1709 — май 1710); - епископ Шарль-Франсуа д’Алланкур де Дромениль (26.01.1711 — 8.09.1721); - епископ Антуан-Франсуа де Блитерсвейк де Монкле (20.12.1723 — 31.03.1732) — назначен архиепископом Безансона; - епископ Гаспар де Ла Валет де Тома (11.08.1732 — 10.07.1748); - епископ Антуан II де Мальвен де Монтазе (15.07.1748 — 18.07.1758); - епископ Николя II де Буйе де Сен-Жеран (11.09.1758 — 22.02.1767); - епископ Ив-Александр де Марбёф (15.06.1767 — 12.09.1788); - епископ Шарль Морис де Талейран-Перигор (15.12.1788 — 13.04.1791); - Sede vacante (1791—1802); - епископ Габриель-Франсуа Моро (16.05.1802 — 8.09.1802); - епископ Франсуа де Фонтанж (20.12.1802 — 26.01.1806); - епископ Фабьен-Себастьен Эмбертье (26.08.1806 — 25.01.1819); - епископ Рош-Этьен де Виши (27.09.1819 — 3.04.1829); - епископ Бенинь-Юрбен-Жан-Мари дю Труссе д’Эрикур (27.07.1829 — 8.07.1851); - епископ Фредерик-Габриель-Мари-Франсуа де Маргери (15.03.1852 — 1.08.1872); - епископ Леополь-Рене Лезелёк де Керуара (23.12.1872 — 16.12.1873); - кардинал Адольф-Луи-Альбер Перро (4.05.1874 — 10.02.1906); - епископ Анри-Раймон Вийяр (13.07.1906 — 8.12.1914); - епископ Дезире-Ясент Бертуэн (1.06.1915 — 24.02.1922); - епископ Ясент-Жан Шассаньон (19.06.1922 — 12.02.1940); - епископ Люсьен-Сидроин Лебрён (26.07.1940 — 22.03.1966); - епископ Арман Франсуа Ле Буржуа (22.03.1966 — 31.07.1987); - епископ Раймон Гастон Жозеф Сеги (31.07.1987 — 8.04.2006); - епископ Бенуа Мари Паскаль Ривьер (8.04.2006 — по настоящее время). |  |

## Источник
- Annuario Pontificio, Libreria Editrice Vaticana, Città del Vaticano, 2003, ISBN 88-209-7422-3
- Histoire de l’Eglise d’Autun, Autun 1774 (фр.)
- Булла Qui Christi Domini, in Bullarii romani continuatio, Tomo XI, Romae 1845, стр. 245—249 (лат.)
- Декрет Cluniacense coenobium, AAS 55 (1963), стр. 348 (лат.)
- Pius Bonifacius Gams, Series episcoporum Ecclesiae Catholicae, Leipzig 1931, стр. 499—501 (лат.)
- Konrad Eubel, Hierarchia Catholica Medii Aevi, vol. 1 Архивная копия от 9 июля 2019 на Wayback Machine, стр. 72-73; vol. 2 Архивная копия от 4 октября 2018 на Wayback Machine, стр. 80-81; vol. 3 Архивная копия от 21 марта 2019 на Wayback Machine, стр. 95-96; vol. 4 Архивная копия от 4 октября 2018 на Wayback Machine, стр. 70; vol. 5, стр. 70; vol. 6, стр. 67 (лат.)